# El Hedi Belameiri
El Hedi Belameiri (sinh ngày 24 tháng 4 năm 1991) là một cầu thủ bóng đá người Algérie thi đấu cho câu lạc bộ tại Giải bóng đá hạng nhất quốc gia Algérie ES Sétif.

## Sự nghiệp câu lạc bộ
Vào tháng 7 năm 2013, Belameiri từ chối lời mời từ JS Kabylie và ký hợp đồng 2 năm cùng với ES Sétif.